# Марония
Марония или Мароня (на гръцки: Μαρώνεια, Мароня, на турски: Maronya, Мароня) e градче в Северна Гърция, дем Марония-Шапчи. Намира се на 34 км югоизточно от окръжния център Гюмюрджина и на няколко километра от беломорския бряг в невисоката планина. Мароня е бивш град, със смесено българско и гръцко население, бивш околийски и владишки център на Маронийска и Гюмюрджинска епархия в Беломорска Тракия. Днес демовият център е в Шапчи. В края на миналия век със средства на ЕС на 10-ина километра от селището за него е изграден единствения малък рибарски пристан наречен от тукашните хора „Св. Харалампий“. Поликлиниката, училището, пощата, полицията и т.н. са в село Кушланли където е и кметството.

## История и забележителности
Селото е наследник на известния древен тракийски град на племето Кикони, възникнал преди повече от 3000 години, споменат като такъв за пръв път от Омир под името Исмарос, а по-късно и от Плиний Стари като чисто тракийския град Ортагуре (останки от който археолозите откриват на хълма Св. Георги), управлявян от легендарния тракийски цар-жрец Марон, син на бога на виното и мистериите Дионис. Одисея разказва как с измама Одисей нападнал траките, а когато те го победили в битка и прогонили той все пак откраднал от тяхното силно вино, с което хитрият пътешественик успява да упие циклопа Полифем и да спаси себе си и хората които води. Наколкостотин години по-късно около 650 – 600 г. пр. Хр. при местните траки се заселват гръцки колонисти от о-в Хиос и разрасналото се селище става известно в древния свят не с някакво гръцко име, а с това на споменатия митичен цар на местните траки – Марон. След 450 г. пр. Хр. Маронея, подобно на много крайморски градове и колонии от устието Струма до делтата на Дунав е в тракийското Одриско царство. Около 200 г. пр. Хр. Филип V Македонски превзема след упорита обсада града и в отмъщение изколва почти всички траки и гърци които го обитават. Не след дълго Рим унищожава античната Македонска държава в 167 г. пр. Хр. и дава на Марония статут на свободен град. Тракийският град е толкова прочут, че на неговото име е кръстен античният град Марония в Сирия.
Виното, което приготвят тукашните траки, възпято още от Омир, съвсем не е било мит, древни винарски линове /шарапани/, изсечени в скалите са запазени до днес. Дълбокото почитание на бога на виното и театъра Дионис е засвидетелствано от останките на забележителния му храм и разкритият голям амфитеатър в древната Марония, божеството и гроздето са обичаен символ, по който се отличават нейните монети. През цялата Античност и Средновековие изключителното тракийско вино, произвеждано в Марония, е едно от най-ценените и остава своеобразна емблема на града. Неговият аромат е считан за еднакъв с Амброзията.
След края на 6-и славяните заселват Балканите, чак до Пелопонес, започват да се смесват и с тукашните траки. Първото съприкосновение с България вероятно е в 812 – 813 г. когато кан Крум разгромява ромейския беломорски корпус при Сяр и превзема Димотика, Родосто и др. градове в южна Тракия. При Цар Симеон Велики от 896 г.градът е включен в границите на България. Само 20 години след отхвърлянето на ромейското владичество българската власт тук е възстановена от Цар Калоян в 1205 г. При турското нашествие съвсем недалеч оттук при крепостта Буруград на езерото Порто Лагос българският феодал севастократор Момчил е първият, който води ожесточени битки с нашественика и дори успява да унищожи турските кораби. В 17 век по време на османската власт, античният град, който от времето на Одисей жестоко страда от набезите на пирати, е напълно е изоставен и разрушен. Днес археолозите откриват освен споменатите, храм на Дионис и амфитеатър и останки от мозайки, триумфална арка от времето на император Адриан и средновековни църкви, районът е устроен като археологически парк.
Съвременната Мароня е скрита в гънките на релефа на няколко километра от брега и е била с типичната добре позната на българите архитектура от ХIХ век, от която сред селските къщи и днес са запазени някои образци.

## Капитан Петко войвода, „Свободната република Мароня“
Градът, какъвто е бил преди да западне, след като е поставен за пръв път под гръцка администрация на 28 май 1920 г., е силно свързан с делото на Петко войвода. В народните балади за войводата той е възпят като негова столица.
На 20 юни 1864 г. в околностите на Мароня, в местността Жълт камък (Сарикая), отрядът на Петко войвода разбива пратените турски потери и сам започва да ги преследва.
През март 1874 г. четата отново се установява около Мароня и Петко войвода за малко не е отровен от местния гръцки лихвар Калън (Дебелия) Тома, протеже на цариградския Али паша.
На 11 май същата година, след като при Кадъкьой Петко войвода разбива отряда на Джефар ага и дошлите му на помощ 600 турски войници от Мароня, войводата влиза победоносно в града и арестува турските полицаи останали в него, както и злополучния отровител. По-късно Петко войвода освобождава заптиетата, а предателят е екзекутиран.
С Мароня е свързана и романтичната легенда за вече разведения Петко и едно тукашно момиче – Аспасия, която била влюбена в него и го спасява, предупреждавайки го да не яде от отровената от Калън Тома храна.
В края на декември 1877 г. Петко войвода освобождава град Марония заедно с околните села от османска власт и установява тук българска власт. Тъй като след 19 февруари 1878 г. (3 март нов стил) по Санстефанския договор районът остава в турско, Марония е провъзгласена за „свободна Република“. Българската власт се държи цели 3 седмици до 9 март, когато „Републиката“ е атакувана от войска, башибозук и черкези, командвани от двама турски генерали Хасан паша и Яхия паша. Четниците, предадени от гръцкия поп Филип, се изтеглят с част от населението от града, заемат височините край Марония и започват да обстрелват турците, които бързо отстъпват, възможно помислили, че предвид добрата военна организация, срещу себе си имат руска войска. Градът е защитен, не става жертва на турците и е спасен от разорение и опожаряване. Турският военен отряд понася значителни загуби – дава 72 убити и неизвестен брой ранени, а турците убиват 6 четници и десетина жители на Марония, предимно жени и деца. На 10 март дружината и голяма част от населението необезпокоявано се оттеглят в близкия Доганхисар, родното село на войводата, което е в руската зона.

## Борба и освобождение на Мароня от османска власт, установяване на българската власт
По време на Илинденско преображенското въстание Мароня е в V Гюмюрджинко-Дедеагачки район на Одрински революционен окръг на ВМОРО, за да запазят населението, поради силните турски гарнизони, в района въстаниците възприемат четническа тактика От съседното село Кушланли, което днес е общинският център, са изявените български революционери Димитър Георгиев Табуров (1872 – 1932), касиер на Гюмюрджинския район на ВМОРО от 1902 година, и Стойчо Караиванов, четник в Гюмюрджинската чета на Марин Чолаков Димитър Шалапатов сочи, че към 1912 селището е преобладаващо гръцко, но в него има и 100 къщи българи екзархисти.
В 1912 г. Родопският отряд на генерал Стилиян Ковачев освободил на 7 ноември град Ксанти, на 13 ноември влиза в Дедеагач, вече освободен от македоно-одринските опълченци. След битката при прохода Маказа на 7 ноември 1912 г. другата колона на българското настъплание в Беломорието – Кърджалийският войскови отряд (3-та бригада на Македоно-одринското опълчение, два сборни полка и други части) преодолява съпротивата на турския ариергард и на 8 ноември освобождава Гюмюрджина, където след боевете и няколкодневния преход през Източните Родопи командирът на отряда, генерал Никола Генев, дава кратка почивка на войнската. На 11 ноември отрядът подновява настъплението и на 13 ноември 1912 г. е освободен град Фере. Около 9 ноември 1912 г. българските войски освобождават Марония от османска власт и тя заедно цяла Беломорска Тракия стават част от територията на България съгласно Мирният договор с Турция. С клаузите на мирния договор след Междусъюзническа война, тази ѝ принадрежност е призната и потвърдена и от Гърция и от другите победители. На основание Закона за митниците в октомври 1913 година е открита българската митница в Дедеагач с митничарски клонове в с. Мароня и в с. Макри
След Втората Национална катастрофа на 28 май 1920 г., две години след края на военните действия, Българското Беломорие е заето от гръцки войски. Това продължава по-малко от 20 години до 19 април 1941 г. когато българските войски отново се връщат. Втора българска армия настъпва и заема Беломорска Тракия. Областта е освободена и заедно с Македония и Южна Добруджа, съединена с останалите части на България. След септември 1944 г. предвоенното статукво тук се завръща.

## Побратимени Селища
- Кирково, България